# صاریغ دم‌حلقه‌ای سبزرنگ
صاریغ دم‌حلقه‌ای سبزرنگ (نام علمی: Pseudochirops archeri) کیسه‌داری از تیره شبه‌دستان، سردهٔ شبه‌دست‌ها است که در استرالیا یافت می‌شود. در سیاهه قرمز IUCN، این جانور در وضعیت کمترین نگرانی طبقه‌بندی شده است.